# Actinochaetopteryx nudinerva
Actinochaetopteryx nudinerva là một loài ruồi trong họ Tachinidae.